# Ławica Davida
Ławica Davida (duń. Davids Grund, Davids Banke, ang. Davids Bank) – ławica śródmorska na Morzu Bałtyckim, na północ od wyspy Bornholm. Obszar ławicy o głębokości morza 11,7 m, otaczają obszary o głębokości od 40 do 55 m.
W 2004 roku Komisja Europejska ustanowiła obszar mający znaczenie dla Wspólnoty o nazwie „Davids Banke” (DK00VA308) o powierzchni 839 ha. Siedliskiem chronionym na tym obszarze są rafy. Obszar ochrony należy do Danii.
W czasie badań roślinności makroalgowej w 2005 roku na Ławicy Davida zaobserwowano jedynie jej niewielką ilość, obejmującą łącznie 6 gatunków. Znajdował się tam omułek jadalny (Mytilus edulis), który pokrywał do 60% dna morskiego na głębokości 19 m. Obszar występowania omułka obejmował głębokości do 32 m.
Ławica Davida znajduje się w odległości ok. 44,3 km od planowanej trasy Gazociągu Północnego konsorcjum Nord Stream na południe od Bornholmu.